# Republic Aviation
Republic Aviation Corporation – amerykańska firma wytwarzająca samoloty wojskowe z siedzibą w Farmingdale na Long Island w Nowym Jorku. 
Firmę założył Aleksandr Prokofjew-Siewierski w 1931 roku i pierwotnie nosiła nazwę Seversky Aircraft Company. Jej inżynierowie zaprojektowali i wybudowali wiele samolotów wojskowych, które odegrały dużą rolę militarną, m.in. w  czasie II wojny światowej – P-47 Thunderbolt, wojny koreańskiej – F-84 Thunderjet i podczas wojny wietnamskiej – F-105 Thunderchief. W 1965 została przejęta przez firmę Fairchild Aircraft i przestała funkcjonować jako niezależny podmiot gospodarczy. Tradycję nazewnictwa Republic Aviation kontynuował samolot Fairchild A-10 Thunderbolt II.